# Courouvre
Courouvre település Franciaországban, Meuse megyében. Lakosainak száma 41 fő (2022. január 1.). Courouvre Pierrefitte-sur-Aire, Lahaymeix, Longchamps-sur-Aire, Neuville-en-Verdunois, Rambluzin-et-Benoite-Vaux és Thillombois községekkel határos.

## Népesség
A település népességének változása:
| Lakosok száma | 65   | 32   | 57   | 46   | 33   | 32   | 35   | 37   | 37   | 41   |
|               | 1968 | 1982 | 1990 | 2006 | 2013 | 2015 | 2017 | 2019 | 2020 | 2022 |